# ماكسيم بيليي (لاعب كرة قدم)
ماكسيم بيليي (بالأوكرانية: Білий Максим Ігорович)‏ هو لاعب كرة قدم أوكراني في مركز الدفاع، ولد في 21 يونيو 1990 في فاسيلكيفكا في أوكرانيا. شارك مع منتخب أوكرانيا تحت 16 سنة لكرة القدم ومنتخب أوكرانيا تحت 17 سنة لكرة القدم ومنتخب أوكرانيا تحت 18 سنة لكرة القدم ومنتخب أوكرانيا تحت 19 سنة لكرة القدم ومنتخب أوكرانيا تحت 21 سنة لكرة القدم. أما مع النوادي، فقد لعب مع أنجي محج قلعة وزوريا لوهانسك وشاختار دونيتسك وهايدوك سبليت.

## وصلات خارجية
- ماكسيم بيليي على موقع الاتحاد الأوربي (الإنجليزية)
- ماكسيم بيليي على موقع اتحاد أوكرانيا (الإنجليزية)
- ماكسيم بيليي على موقع قاعدة بيانات كرة القدم.إي يو (الإنجليزية)
- ماكسيم بيليي على موقع Soccerway.com (الإنجليزية)
- ماكسيم بيليي على موقع عالم كرة القدم.نت (الإنجليزية)